# Романовский район (Житомирская область)
Романовский район (укр. Романівський район; до 2003 г. назывался Дзержи́нским) — упразднённая административная единица на юго-западе Житомирской области Украины. Административный центр — посёлок городского типа Романов.

## География
Площадь — 928 км2.
Основные реки — Случь.

## История
Район образован в 1923 году. 28 ноября 1957 года к Дзержинскому району была присоединена часть территории упразднённого Довбышского района.
17 июля 2020 года в результате административно-территориальной реформы район вошёл в состав Житомирского района.

## Административное устройство

### Населённые пункты
- Три посёлка городского типа: Романов (райцентр), Мирополь и Быковка, а также 60 сельских населённых пунктов.

## Культура
Илинский, Ян Станислав (1795—1860), польский композитор — родился в Романове.